# انجمن تنظیم خانواده ژاپن
انجمن تنظیم خانواده ژاپن، همچنین به عنوان فدراسیون تنظیم خانواده ژاپن شناخته می‌شود (به ژاپنی: 日本家族計画連盟) با مخفف FPFJ، شعبه ژاپنی فدراسیون بین‌المللی برنامه‌ریزی شده والدین است و برترین سازمان تنظیم خانواده در این کشور است. این سازمان در سال ۱۹۵۴، پس از اولی کنفرانس سالانه جمعیت جهانی که در سال ۱۹۵۲ در بمبئی، هند برگزار شد، تأسیس شد. FPFJ از مفهوم حقوق جنسی و باروری به عنوان یک حقوق اولیه انسانی حمایت می‌کند؛ همچنین آموزش کارکنان تنظیم خانواده را تشویق می‌کند و به توسعه و انتشار اطلاعات، آموزش و مواد ارتباطی در مورد تنظیم خانواده کمک می‌کند. انجمن. همچنین استفاده از داروهای ضدبارداری را تشویق می‌کند و توزیع آنها را در جامعه تسهیل می‌کند.